# Gorham (Illinois)
Gorham és una població dels Estats Units a l'estat d'Illinois. Segons el cens del 2000 tenia 256 habitants.

## Demografia
Segons el cens del 2000, Gorham tenia 256 habitants, 101 habitatges, i 69 famílies. La densitat de població era de 81 habitants/km².
Dels 101 habitatges en un 38,6% hi vivien nens de menys de 18 anys, en un 55,4% hi vivien parelles casades, en un 9,9% dones solteres, i en un 30,7% no eren unitats familiars. En el 28,7% dels habitatges hi vivien persones soles el 17,8% de les quals corresponia a persones de 65 anys o més que vivien soles. El nombre mitjà de persones vivint en cada habitatge era de 2,53 i el nombre mitjà de persones que vivien en cada família era de 3,16.
Per edats la població es repartia de la següent manera: un 31,3% tenia menys de 18 anys, un 6,3% entre 18 i 24, un 29,3% entre 25 i 44, un 19,5% de 45 a 60 i un 13,7% 65 anys o més.
L'edat mediana era de 33 anys. Per cada 100 dones de 18 o més anys hi havia 81,4 homes.
La renda mediana per habitatge era de 22.750 $ i la renda mediana per família de 30.000 $. Els homes tenien una renda mediana de 33.333 $ mentre que les dones 15.625 $. La renda per capita de la població era d'11.739 $. Aproximadament el 19,1% de les famílies i el 26,8% de la població estaven per davall del llindar de pobresa.

## Poblacions properes
El següent diagrama mostra les poblacions més properes.